# Шарка Кашпаркова
Шарка Кашпаркова (нар. 20 травня 1971, Карвіна, Чехословаччина) — чеська легкоатлетка, бронзова призерка Олімпійських ігор (1996).

## Біографія
Шарка Кашпаркова народилася 20 травня 1971 року у місті Карвіна. У 1992 році Шарка посіла 25-те місце на Олімпійських іграх (стрибки у висоту). Після переходу в іншу легкоатлетичну дисципліну (потрійний стрибок), Кашпаркова стала сьомою на чемпіонаті світу з легкої атлетики у 1993 році, а наступного року - шостою на чемпіонаті Європи. На Олімпійських іграх (1996) легкоатлетка завоювала бронзову нагороду (14,98 м). 4 серпня 1997 року Шарка Кашпаркова встановила найкращий результат у кар'єрі (15,20 м) та стала чемпіонкою світу.

## Виступи на Олімпіадах
| Олімпіада      | Дисципліна        | Місце |
| -------------- | ----------------- | ----- |
| Барселона 1992 | стрибки у висоту  | 25    |
| Атланта 1996   | потрійний стрибок | 3     |
| Сідней 2000    | потрійний стрибок | 5     |
| Афіни 2004     | потрійний стрибок | 26    |